# Jan Czepczor
Jan Czepczor (ur. 24 maja 1914 w Jaworzynce, zm. 4 stycznia 1990 tamże) – polski biegacz narciarski.

## Kariera
Przez pierwszą część kariery zawodniczej startował w biegach narciarskich. Na rozgrywanych w Zakopanem Mistrzostwach Polski w 1936, wraz z drużyną Śląskiego Klubu Narciarskiego Katowice (Józef Sikora, Franciszek Fiedor, Jan Haratyk, Jan Czepczor) zdobył brązowy medal w biegu sztafetowym 4×10 km.
Na rozgrywanych w dniach 30 stycznia – 1 lutego 1937 Mistrzostwach Polski w Wiśle-Głębcach zdobył brąz w biegu na 18 km i złoto w biegu na 50 km. Były to pierwsze medale i pierwsze mistrzostwo Polski w biegach narciarskich dla zawodnika ze Śląska, przełamujące dotychczasową hegemonię zawodników zakopiańskich. Po mistrzostwach Polski został powołany do reprezentacji Polski na Mistrzostwa Świata w Narciarstwie Klasycznym 1937 w Chamonix, jako kandydat do składu sztafety. Zrezygnował jednak ze startu, albowiem w tym samym czasie miał startować w marszu narciarskim Szlakiem Drugiej Brygady Legionów, a jego drużyna broniła zwycięstwa z roku poprzedniego.
W marcu 1937 roku został żołnierzem Wojska Polskiego i zaczął startować w wojskowych biegach patrolowych (ówczesny biathlon, rozgrywany jako konkurencja drużynowa). Służył w 4 Pułku Strzelców Podhalańskich w Cieszynie. Na mistrzostwach Polski w 1939 wystąpił w barwach ŚKN w sztafecie narciarskiej 4 x 10 km, zdobywając brązowy medal.
Na Mistrzostwach Świata w Narciarstwie Klasycznym 1939, które miały miejsce w dniach 11 - 19 lutego 1939 w Zakopanem, Jan Czepczor reprezentował Polskę w wojskowym biegu patrolowym. 17 lutego 1939 roku drużyna polska (w składzie Józef Hamburger, Jan Czepczor, Jan Haratyk, Jan Wawrzacz) zajęła niespodziewane trzecie miejsce, ustępując jedynie Niemcom i Szwecji.
Po II wojnie światowej był sędzią narciarskim i działaczem sportowym.